# Laser Nd-YVO4

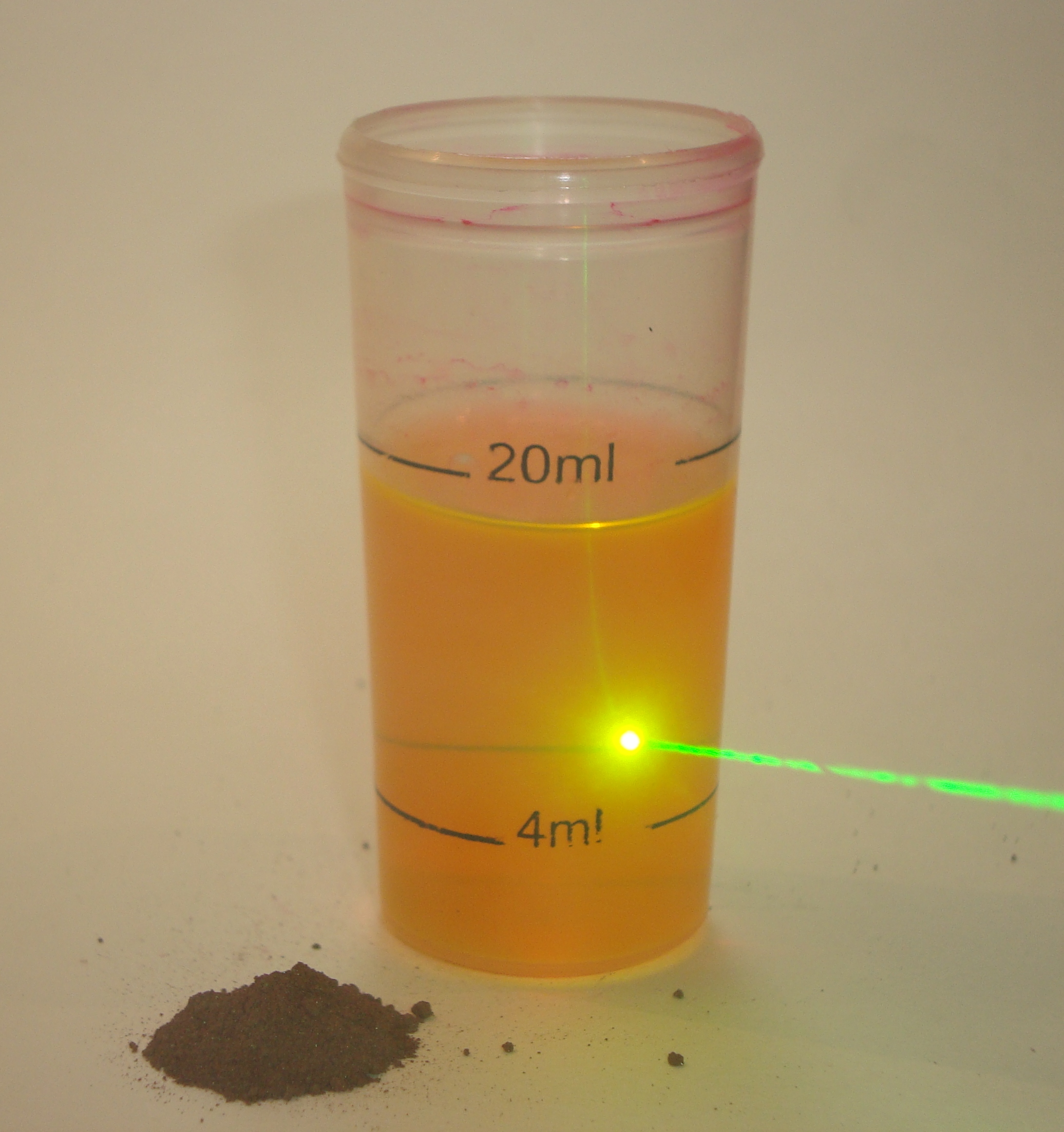
Un faisceau à 532 nm émis par un laser Nd-YVO4 engendre une fluorescence dans une solution méthanolique de rhodamine.

Le laser Nd:YVO4 (abréviation de l'anglais neodymium-doped yttrium vanadium orthovanadate) est un laser basé sur l'orthovanadate d'yttrium dopé au néodyme. Le cristal est utilisé comme milieu amplificateur pour les lasers utilisant des milieux solides ; le dopant, du néodyme triplement ionisé, remplace de manière typique l'yttrium dans la matrice cristalline, les deux éléments ayant une taille similaire. La concentration en néodyme est typiquement de l'ordre du pour cent.

## Description
Les lasers Nd:YVO4 émettent typiquement une lumière avec une longueur d'onde de 1 064 nm, celle de la pompe (généralement une diode laser) étant de 808 nm. Il peut également émettre à 914 ou 1 342 nm.
L'orthovanadate d'yttrium (souvent surnommé « vanadate ») est un des trois cristaux les plus utilisés dans les lasers dopés au néodymium, avec les lasers Nd:YAG et laser Nd-YLF. Il produit de la lumière polarisée linéairement, et est notamment utilisé en raison de son gain élevé et sa large bande d'absorption.  Il possède des performances proches du Nd:YAG pour la lumière continue ; il est en revanche plus adapté à la commutation-Q à taux élevé de répétition, et est surtout extrêmement performant pour une utilisation dans des lasers à verrouillage de mode passifs. Il a cependant le désavantage de présenter un fort effet de lentille thermique. Les cristaux de vanadate sont relativement difficiles à fabriquer, ce qui a retardé l'adoption du matériau à l'arrivée des diodes lasers, qui permettent d'utiliser des cristaux bien plus petits.
Il existe également d'autres lasers à vanadate, comme le Nd:GdVO4 ou le Nd:LuVO4 ; ceux-ci présentent des propriétés similaires mais sont moins utilisés.

## Historique
Les propriétés du Nd:YVO4 pour une utilisation dans un laser sont connues de longue date, avec déjà des premières expériences en 1966, seulement 6 ans après la réalisation du premier laser fonctionnel.